# الملك جاويش الصغير
الملك جاويش الصغير أو – الملك شاويش الثاني – آخر ملك من ملوك الشايقية قبل الغزو التركي، وقد حكم مملكة العدلاناب أحد الممالك الأربعة المكونة لمملكة الشايقية، واشتهر بمقاومته لحملة إسماعيل باشا على السودان في القرن التاسع عشر، وهو آخر من استسلم من ملوك الشايقية، فبعد أن هزم في موقعة كورتي والضيقة اضطر إلى الاستسلام فعينه إسماعيل باشا قائداً في الجيش التركي على مجموعة من الفرسان.
يقال أنه كان بديناً، لونه يضرب للبياض بخلاف اللون الغالب في قبيلته، وأنه فكه الحديث.

## نسبه
الملك شاويش أو (جاويش) أو( شاؤوس) الثاني بن الأرباب الفاضل بن الملك جاويش الكبير بن الملك محمد سميح بن الملك علي بن الملك محمد العادل بن الملك صالح بن محمد كدنقا بن شايق بن حميدان بن صبح أبي مرخة بن مسمار بن سرار بن حسن كردم بن أبو الديس بن قضاعة بن عبد الله حرقان بن مسروق بن أحمد بن إبراهيم جعل  بن إدريس بن قيس بن يمن بن عدنان بن قصاص بن كرب بن محمد هاطل بن أحمد ياطل بن محمد ذو الكلاع بن سعد بن الفضل بن العباس بن محمد علي بن عبد الله بن العباس بن عبد المطلب.

## حياته
كان شاويش ملكا على مملكة العدلاناب أقوى ممالك الشايقية الأربع، ومملكة العدلاناب من الممالك الأربع المكونة لمملكة الشايقية، وكانت عاصمتها مروي ( مروي شرق حاليا )، ومروي لم تكن عاصمة العدلاناب فحسب، بل إنها تعتبر عاصمة مملكة الشايقية كلها وأهم مقر لها.
خاض الملك شاويش حروبا ضد السعداب في المتمة والميرفاب في بربر والرباطاب في أبي حمد و الجموعية و العبدلاب. وفي عام 1820م اقتربت جيوش الأتراك بقيادة إسماعيل باشا من بلاد الشايقية، فطلب إسماعيل باشا منهم الخضوع وتسليم خيلهم وأسلحتهم، فأقر الشايقية بأن يقبلوا بدفع الجزية أو الأتاوة للباشا، بشرط أن لا يتنازلون عن أسلحتهم وخيلهم، فلم يتزحزح الشايقية عن موقفهم ورفضوا شروط إسماعيل باشا، فحدثت معركة كورتي الشهيرة بين الشايقية بقيادة الملك شاويش وباقي ملوك وزعماء الشايقية مثل الملك صبير، و بين جيش إسماعيل باشا، ولكن مالبثت البنادق والمدافع والكثرة العددية المدربة أن أوقعت بهم هزيمة لم يتوقعوها بعد كفاح مرير، وبعد معركة كورتي اجتمعت جيوش الشايقية بقيادة الملك شاويش على منحدرات جبل الدجر أو الضيقة، تحميهم قلعة الضيقة والتي لا تزال آثارها باقية إلى اليوم، وانتهت المعركة بهزيمة الشايقية، ولكن الملك شاويش رفض الهدنة والتسليم، فسار بجيشه ناحية الجنوب الشرقي حتى وصل شندي، محاولا عقد حلف مع المك نمر ملك الجعليين، ولكنه لم يفلح في تحقيق ذلك المسعى، وسار بعد ذلك جنوباً إلى الحلفايا، محاولاً إقناع العبدلاب، ولكن باءت جهوده بالفشل.
أجبر على التسليم عام 1821م، وحصل الاتفاق بينه وبين الأتراك وعين سنجكاً في الجيش التركي، وسار بكتيبته فأحتل فازوغلي عام 1822م ورفع العلم التركي بها، وأدرك المك نمر عام 1823م حال فراره من شندي بعد محرقة إسماعيل باشا، فبدد جيشه وفرش المك نمر واستعد للقتل ولكن الملك جاويش أمر الجيش بالكف عن إطلاق النار عليه وتركه يذهب للحبشة.

## وفاته
بعد أن شارك الملك شاويش في حروب عديدة على حدود الحبشة تقاعد لكبر سنه، وأقام في حلفاية الملوك، وتوفي عام 1240هـ / 1825م.